# リチャード・ジェファーソン
リチャード・アレン・ジェファーソン・ジュニア（Richard Allen Jefferson Jr. ,  1980年6月21日 - ）は、アメリカ合衆国の元バスケットボール選手。ロサンゼルス生まれ、アリゾナ州フェニックス育ち。NBAのニュージャージー・ネッツなどに所属。クリーブランド・キャバリアーズに所属した2016年にNBAチャンピオンを経験。背番号は所属したチームでほぼ全て「24」を着けていたが、ゴールデンステート・ウォリアーズ在籍時には「44」をつけた。主なポジションはスモールフォワードだが、シューティングガードもこなせるスウィングマンである。

## 大学時代
大学はアリゾナ大学でプレイ。3年目のシーズンにはNCAAトーナメントで決勝まで勝ち進む。デューク大学との決勝でジェファーソンは後半だけで15得点あげるなど活躍し、オール・ファイナル4チームに選ばれたが、惜しくも優勝はならなかった。在学中のチームメイトにはギルバート・アリナス、ルーク・ウォルトンらが居る。

## NBA

### ニュージャージー・ネッツ
アリゾナ大学に在学中、2001年のNBAドラフトでヒューストン・ロケッツから1巡目13位指名を受けるも、開幕前にトレードでニュージャージー・ネッツに入団した。
以降、2008年までネッツ一筋でプレーしている。ルーキーシーズンは、79試合に出場、9.4得点、3.7リバウンドの記録を残す。
2002年には、チームを去ったスモールフォワードのキース・ヴァン・ホーンの後釜としてジェファーソンは先発メンバーとしてその才能を発揮させるようになる。
03-04シーズンでは、82試合すべての試合に出場した。同シーズン、スモールフォワードであるにもかかわらず、フィールドゴール成功率でリーグ12位にランクインする活躍を見せた。
2004年オフシーズンには、アテネオリンピックアメリカ代表としてもプレーした。
04-05シーズン開幕からはチームの大黒柱ジェイソン・キッドの怪我やケニオン・マーティンらの主力放出により孤軍奮闘を強いられたが、キッドの復帰に加え、トロント・ラプターズのエースヴィンス・カーターをトレードで獲得し、NBA屈指のトリオ(ビッグ3)が誕生した。だが、直後にジェファーソンが右手の靭帯断裂の大怪我をしてしまい、シーズン中3人が同時に出場したのは8試合にとどまった。
05-06シーズンには3人そろってプレー。ジェファーソンは周囲から「カーターとポジションがかぶり、2人の能力が出せなくなってしまう。」と言う不安をうけていたが、そんなことはほとんどなく、上手くコート上に共存している。カーター加入後は第2オプションとしてプレー。得点は下がったものの、FG成功率はアップした。
06-07シーズンは右足首に怪我を抱えたままのプレーが続き、成績は下降。2007年1月には手術を決意し、戦線から離脱した。
シーズン中の復帰は絶望と見られていたが、3月には復帰。彼の不在で低迷していたチームもシーズン最終戦には勝率5割に達し、プレイオフに進出した。
故障から立ち直ったジェファーソンは07-08シーズンにはカーターに代わってチームの得点源として目覚しい活躍を見せ、「故障に弱い」というイメージを払拭して全82試合に出場し、平均22.6得点の好成績を残したが、ネッツはシーズン序盤から不調に陥り、さらにジェイソン・キッドがチームを去ったため、プレーオフ進出は果たせなかった。

### ミルウォーキー・バックス
2008年オフ、ネッツは再建を図るためにジェファーソンのトレードを決意。ジェファーソンはルーキーイヤーから7年間過ごしたネッツを去り、ミルウォーキー・バックスへ移籍した。バックスではエースのマイケル・レッドとのデュオが注目を集めたが、レッドは故障でシーズンの大半を欠場し、ジェファーソンは孤軍奮闘を強いられ、チームはデビジョン最下位に沈んだ。

### サンアントニオ・スパーズ
2009年オフ、ブルース・ボウエン、カート・トーマス、ファブリシオ・オベルトとのトレードでサンアントニオ・スパーズに移籍する。
移籍後、最初のシーズンはスパーズの豊富な数のプレーコールになかなかうまく対応できず、NBAデビュー以来2番目に悪い平均得点でシーズンを終えた。
うまくフィットしなかったこともあり2010年オフに契約を解約しFAとなり、有力なメディアもスパーズとの再契約はないと報じるなど移籍は決定的と思われていたが、4年3900万ドルでスパーズと再契約を結んでいる。
2010-2011シーズン序盤では主にシュートセレクションと3ptの正確性が前のシーズンとは見違えるようになり、スパーズの戦術に欠かせないピースの一つとなった。そのことについてジェファーソンは「スパーズに加入した選手は2年目に良くなる、とずっと言われていた。昨シーズンの間ずっと、今シーズンが本当に待ち遠しかった」と話している。
しかしながら、ジェファーソンのスタッツは年々落ちていき、2011-12シーズン途中のトレードデッドライン直前に、スティーブン・ジャクソンとの交換で、引退を表明していたT・J・フォードとの契約権、将来のドラフト指名権と共に、ゴールデンステート・ウォリアーズへ放出された。

### ゴールデンステート・ウォリアーズ
2012年3月15日、ゴールデンステート・ウォリアーズに移籍。

### ユタ・ジャズ
2013年7月5日、ユタ・ジャズに移籍。チームが低迷する中、全82試合フル出場した。

### ダラス・マーベリックス
2014年7月、ダラス・マーベリックスと1年契約した。

### クリーブランド・キャバリアーズ
2015年7月21日にクリーブランド・キャバリアーズとの契約に合意した。2016年のキャバリアーズ初優勝を経験し、同日の祝勝会でのインタビューで引退を表明したが、数日後に引退を撤回しもう1年プレーすることを仄めかし、7月6日に2年500万ドルで再契約した。
2017年10月14日にケイ・フェルダーとともにアトランタ・ホークスに放出され、同日に解雇された。

### デンバー・ナゲッツ
2017年10月16日にデンバー・ナゲッツとの契約に合意した。

### 現役引退
2018年10月13日に現役を引退することを表明した。

## プレイスタイル
優れた身体能力を持ち、オフェンス・ディフェンス両面において活躍できるオールラウンダー。ダンクなど派手なプレイも得意な一方で、真面目な性格でチームに対する献身的な姿勢もこれまて所属した全てのチームから高く評価されている。
例えば大活躍を見せていたにもかかわらず、04-05シーズン直後にヴィンス・カーターがネッツに加入した後はファーストオプションを譲るなど常にチームの勝利を優先している。
ネッツ在籍時にはジェイソン・キッドが得意とする速攻のファーストオプションとして、誰よりも速く敵陣に駆け上がっていた。
キッドもジェファーソンには絶大な信頼を寄せており、「バッシュの音を聞いただけで彼がコートの何処に居るか分かる」と語っていた。

## エピソード
- 2009年7月11日に結婚式を挙げる予定だったが、その数日前に婚約者と破局してしまい、結婚式の中止を伝えることができなかったため、パーティー会場には多くの出席者が集まってしまった。ジェファーソンは出席者の一人にクレジットカードを渡し、新郎新婦の居ないパーティーを楽しんでもらったという。
- 不振に終わったスパーズでの一年目を終えてのオフ、スパーズのグレッグ・ポポビッチHCに「オフにコーチと特訓してキャンプを迎えるか、夏を満喫してキャンプを迎えるか。後者ならトレードで放出する」と迫られているが、ジェファーソンは前者を選び、猛特訓をこなしてキャンプに参加。見違えるような働きにポポビッチHCは「彼が率直に話せるタイプの人間でよかった。存分にポテンシャルを発揮してほしい」と喜んだ。
- 2018年10月、実父がロサンゼルス市内の高速道路で殺害されるという悲劇に遭遇。悲しみに暮れたジェファーソンだったが、当時開設したばかりの自身のインスタグラムに父への感謝を述べ、同時に引退を表明した。

## 個人成績

### NBA

#### レギュラーシーズン
| シーズン   | チーム     | GP   | GS  | MPG  | FG%  | 3P%  | FT%  | RPG | APG | SPG | BPG | TO  | PPG  |
| ---------- | ---------- | ---- | --- | ---- | ---- | ---- | ---- | --- | --- | --- | --- | --- | ---- |
| 2001–02    | NJN        | 79   | 9   | 24.3 | .457 | .232 | .713 | 3.7 | 1.8 | .8  | .6  | 1.4 | 9.4  |
| 2002–03    | NJN        | 80   | 80  | 36.0 | .501 | .250 | .743 | 6.4 | 2.5 | 1.0 | .6  | 2.0 | 15.5 |
| 2003–04    | NJN        | 82   | 82  | 38.2 | .498 | .364 | .763 | 5.7 | 3.8 | 1.1 | .3  | 2.4 | 18.5 |
| 2004–05    | NJN        | 33   | 33  | 41.1 | .422 | .337 | .844 | 7.3 | 4.0 | 1.0 | .5  | 4.0 | 22.2 |
| 2005–06    | NJN        | 78   | 78  | 39.2 | .493 | .319 | .812 | 6.8 | 3.8 | .8  | .2  | 2.2 | 19.5 |
| 2006–07    | NJN        | 55   | 53  | 35.6 | .456 | .359 | .733 | 4.4 | 2.7 | .6  | .1  | 2.2 | 16.3 |
| 2007–08    | NJN        | 82   | 82  | 39.0 | .466 | .362 | .798 | 4.2 | 3.1 | .9  | .3  | 2.4 | 22.6 |
| 2008–09    | MIL        | 82   | 82  | 35.8 | .439 | .397 | .805 | 4.6 | 2.4 | .8  | .2  | 2.0 | 19.6 |
| 2009–10    | SAS        | 81   | 70  | 31.1 | .467 | .316 | .735 | 4.4 | 2.0 | .6  | .5  | 1.3 | 12.3 |
| 2010–11    | SAS        | 81   | 81  | 30.4 | .474 | .440 | .759 | 3.8 | 1.3 | .5  | .4  | 1.1 | 11.0 |
| 2011–12    | SAS        | 41   | 41  | 28.5 | .414 | .421 | .700 | 3.5 | 1.3 | .6  | .3  | .8  | 9.2  |
| 2011–12    | GSW        | 22   | 3   | 26.4 | .420 | .418 | .686 | 3.5 | 1.5 | .5  | .3  | .8  | 9.0  |
| 2011-12計  | GSW        | 63   | 44  | 27.7 | .416 | .420 | .694 | 3.5 | 1.4 | .6  | .3  | .8  | 9.2  |
| 2012–13    | GSW        | 56   | 1   | 10.1 | .456 | .311 | .717 | 1.5 | .6  | .3  | .1  | .4  | 3.1  |
| 2013–14    | UTA        | 82   | 78  | 27.0 | .450 | .409 | .741 | 2.7 | 1.6 | .7  | .2  | 1.1 | 10.1 |
| 2014–15    | DAL        | 74   | 18  | 16.8 | .444 | .426 | .684 | 2.5 | .8  | .4  | .1  | .7  | 5.8  |
| 2015–16    | CLE        | 74   | 5   | 17.9 | .458 | .382 | .667 | 1.7 | .8  | .4  | .2  | .6  | 5.5  |
| 2016–17    | CLE        | 79   | 13  | 20.4 | .446 | .333 | .741 | 2.6 | 1.0 | .3  | .1  | .7  | 5.7  |
| 2017–18    | DEN        | 20   | 0   | 8.2  | .444 | .286 | .571 | .9  | .8  | .1  | .1  | .3  | 1.5  |
| 通算：17年 | 通算：17年 | 1181 | 809 | 29.0 | .464 | .376 | .768 | 4.0 | 2.0 | .7  | .3  | 1.5 | 12.6 |

#### プレーオフ
| シーズン   | チーム     | GP  | GS | MPG  | FG%  | 3P%  | FT%   | RPG | APG | SPG | BPG | TO  | PPG  |
| ---------- | ---------- | --- | -- | ---- | ---- | ---- | ----- | --- | --- | --- | --- | --- | ---- |
| 2002       | NJN        | 20  | 0  | 22.1 | .465 | .000 | .550  | 4.6 | 1.3 | .6  | .5  | 1.3 | 7.0  |
| 2003       | NJN        | 20  | 20 | 35.6 | .476 | .000 | .718  | 6.4 | 2.4 | .8  | .2  | 2.3 | 14.1 |
| 2004       | NJN        | 11  | 11 | 41.8 | .418 | .273 | .713  | 6.3 | 3.8 | 1.3 | .7  | 3.9 | 19.8 |
| 2005       | NJN        | 4   | 1  | 35.0 | .400 | .200 | .677  | 5.5 | 2.3 | .8  | .0  | 2.0 | 15.8 |
| 2006       | NJN        | 11  | 11 | 39.7 | .545 | .414 | .825  | 4.1 | 4.1 | .9  | .4  | 2.7 | 22.2 |
| 2007       | NJN        | 12  | 12 | 40.8 | .482 | .325 | .924  | 5.6 | 2.3 | .8  | .4  | 2.3 | 19.7 |
| 2010       | SAS        | 10  | 10 | 33.4 | .486 | .200 | .758  | 5.3 | 1.8 | .6  | .6  | 1.5 | 9.4  |
| 2011       | SAS        | 6   | 6  | 29.3 | .387 | .353 | .818  | 4.2 | .8  | .5  | .5  | 1.0 | 6.5  |
| 2013       | GSW        | 7   | 0  | 5.6  | .444 | .667 | .333  | 1.0 | .1  | .1  | .1  | .0  | 1.9  |
| 2015       | DAL        | 4   | 2  | 12.8 | .357 | .375 | 1.000 | .5  | .3  | .5  | .0  | .8  | 3.8  |
| 2016       | CLE        | 21  | 2  | 18.1 | .524 | .393 | .750  | 3.5 | .7  | .5  | .0  | .6  | 5.4  |
| 2017       | CLE        | 14  | 0  | 12.8 | .421 | .263 | .643  | 1.8 | .5  | .1  | .2  | .6  | 3.9  |
| 出場：12回 | 出場：12回 | 140 | 75 | 27.4 | .473 | .325 | .731  | 4.3 | 1.7 | .6  | .3  | 1.6 | 10.8 |

## 脚註
1. ↑  “Richard-Jefferson”.   draftexpress.com (2001年). 2017年10月15日閲覧。
2. ↑  リック・バリーの永久欠番のため
3. ↑  Richard Jefferson and Dallas Mavericks finalizing one-year deal
4. ↑  Richard Jefferson closing in on one-year minimum deal with Cavaliers
5. ↑  Richard Jefferson will sign with Cavaliers
6. ↑  Richard Jefferson is ending his 15-year NBA Career: I'm retiring
7. ↑  Richard Jefferson to play one more season?
8. ↑  Richard Jefferson tells raucous Cavaliers crowd that he's not retiring
9. ↑  Richard Jefferson Agrees To Two-Year, $5M Deal With Cavs
10. ↑  Nuggets to sign Richard Jefferson, to waive Jameer Nelson
11. ↑  “Richard Jefferson retires after 17 NBA seasons”. NBA.com (2018年10月13日). 2018年10月13日閲覧。